# Francesco Rocca (Jurist)

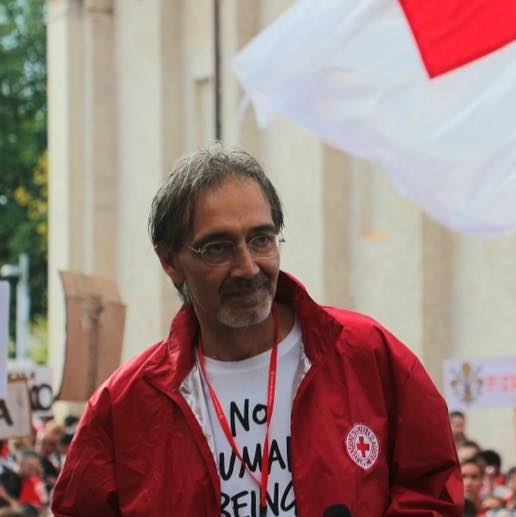
Francesco Rocca (2017)

Francesco Rocca (* 1. September 1965 in Rom) ist ein italienischer Funktionär der Internationalen Rotkreuz- und Rothalbmond-Bewegung. Im Jahr 2023 wurde er zum Präsidenten der Region Latium gewählt. Nach einer Kontroverse um eine im Juni 2023 in Rom durchgeführte Pride – da die Organisatoren die in Italien illegale Leihmutterschaft öffentlich forderten, hatte die Region Latium ihre Unterstützung für die Roma Pride zurückgezogen, was als Einknicken vor der konservativ-katholischen Lobby kritisiert wurde – trat er im Juni 2023 von seinem Amt als Präsident der Internationalen Rotkreuz- und Rothalbmondbewegung zurück. Als seine Nachfolgerin wurde am 11. Dezember 2023 die Amerikanerin Kate Forbes gewählt.

## Leben
Nach Abschluss seines Studiums der Rechtswissenschaften an der Universität La Sapienza war Rocca zwischen 1990 und 2003 als Anwalt tätig. Er bildete sich weiter im Bereich Gesundheitsmanagement und bekleidete anschließend leitende Funktionen in verschiedenen Krankenhäusern beziehungsweise Institutionen des italienischen Gesundheitswesens.
Ab 2007 leitete er zunächst die Abteilung für Katastropheneinsätze des Italienischen Roten Kreuzes. Von 2013 bis 2017 fungierte er als dessen Präsident sowie als Vizepräsident für die Region Europa der Internationalen Föderation der Rotkreuz- und Rothalbmond-Gesellschaften. Von November 2017 bis Dezember 2023 war er als Nachfolger des Japaners Tadateru Konoé der Präsident der Internationalen Föderation.
Rocca ist Mitglied von Giorgia Melonis rechtsradikaler Partei Fratelli d’Italia. Im Februar 2023 wurde er in der Provinz Latium als Kandidat des Rechtsbündnisses zum Regionalpräsidenten gewählt. Er erhielt 52,1 Prozent der abgegebenen Stimmen.